# 리처드 클라크
리처드 클라크(Richard E. Clark)는 서던캘리포니아 대학의 교육심리학 교수이다.
웨스턴 미시간 대학에서 역사와 정치학을 정고하고 펜실베이니아 대학에서 저널리즘으로 석사학위를, 인디애나 대학에서 교수 체제 기술로 교육학 박사학위를 취득했다. 로버트 코즈마와의 매체 논쟁으로 유명하다.
| “ | 채소를 배달하는 트럭이 (채소 섭취자의) 영양 상태에 주는 효과에서 보듯이, 매체는 교수(敎授, 가르침)를 전달하는 수단일 뿐이며 학생들의 성취에 영향을 주는 것이 아니다. | ” |

## 저서
- Clark, R. E. (2001) Learning from media: Arguments, analysis, and evidence. Greenwich, CT: Information Age Publishers.
- Clark, R. E., & Estes, F. (2002). Turning research into results: A guide to selecting the right performance solutions.